# قمار عبر الإنترنت
القمار عبر الإنترنت أو  القمار الالكتروني هو أي نوع من أنواع القمار الذي يتم عبر الإنترنت. ويشمل ذلك ألعاب البوكر الافتراضية، الكازينوهات، والمراهنات الرياضية. كان أول مكان للمقامرة عبر الإنترنت يُفتح للجمهور هو بيع تذاكر يانصيب ليختنشتاين الدولي في أكتوبر 1994, تبلغ اليوم، قيمة هذا السوق حوالي 40 مليار دولار عالميًا سنويًا، وفقًا لتقديرات مختلفة
تُقيّد العديد من الدول المقامرة عبر الإنترنت أو تحظرها. ومع ذلك، فهي قانونية في بعض ولايات الولايات المتحدة، وبعض المقاطعات في كندا، ومعظم دول الاتحاد الأوروبي، والعديد من دول منطقة البحر الكاريبي.
في العديد من الأسواق القانونية، يُطلب من مقدمي خدمات المقامرة عبر الإنترنت بموجب القانون الحصول على شكل من أشكال الترخيص لتقديم الخدمات أو الإعلان للمقيمين هناك. ومن الأمثلة على هذه السلطات لجنة المقامرة في المملكة المتحدة أو مجلس مراقبة الألعاب في بنسلفانيا في الولايات المتحدة.
تختار العديد من الكازينوهات وشركات المقامرة عبر الإنترنت حول العالم أن تتخذ من ملاذات ضريبية بالقرب من أسواقها الرئيسية مقرًا لها. تشمل هذه الوجهات جبل طارق ومالطا وألدرني في أوروبا

## التأثيرات النفسية للقمار عبر الإنترنت
بعض الأشخاص يصبحون مدمنين ويقامرون بشكل قهري. المقامرة القهرية تتميز برغبة ملحة وشديدة للمقامرة ويصعب السيطرة عليها. عندما يقامر الناس، يتم إطلاق الدوبامين. هذا الهرمون ينتج مشاعر المتعة والمكافأة. عندما يفوز الناس بالرهانات، يشعرون بالحماس وتطلق أدمغتهم مواد كيميائية تشعرهم بالسعادة. وعندما يصبح الناس مدمنين على المقامرة، هذه المواد الكيميائية لم تعد تُطلق من أشياء ممتعة أخرى.
المقامرة عبر الإنترنت تصبح مشكلة عندما تسبب التوتر، القلق، والاكتئاب. أحداث الحياة المجهدة مثل فقدان وظيفة، انتهاء علاقة، أو مواجهة صعوبات مالية يمكن أن تساهم في هذه المشكلة. بالإضافة إلى ذلك، الأشخاص الذين لديهم سوابق من السلوكيات الإدمانية قد يكونون أكثر عرضة. العواطف أيضًا تلعب دورًا رئيسيًا، مثل استخدام المقامرة كمتنفس اجتماعي، البحث عن إثارة المقامرة، الهروب من المشاعر السلبية، أو مجرد تمضية الوقت